# Molophilus electus
Molophilus electus är en tvåvingeart som beskrevs av Alexander 1927. Molophilus electus ingår i släktet Molophilus och familjen småharkrankar. Inga underarter finns listade i Catalogue of Life.